# Feliniopsis virilis
Feliniopsis virilis là một loài bướm đêm trong họ Noctuidae.